# I Liceum Ogólnokształcące im. Króla Kazimierza Wielkiego w Bochni

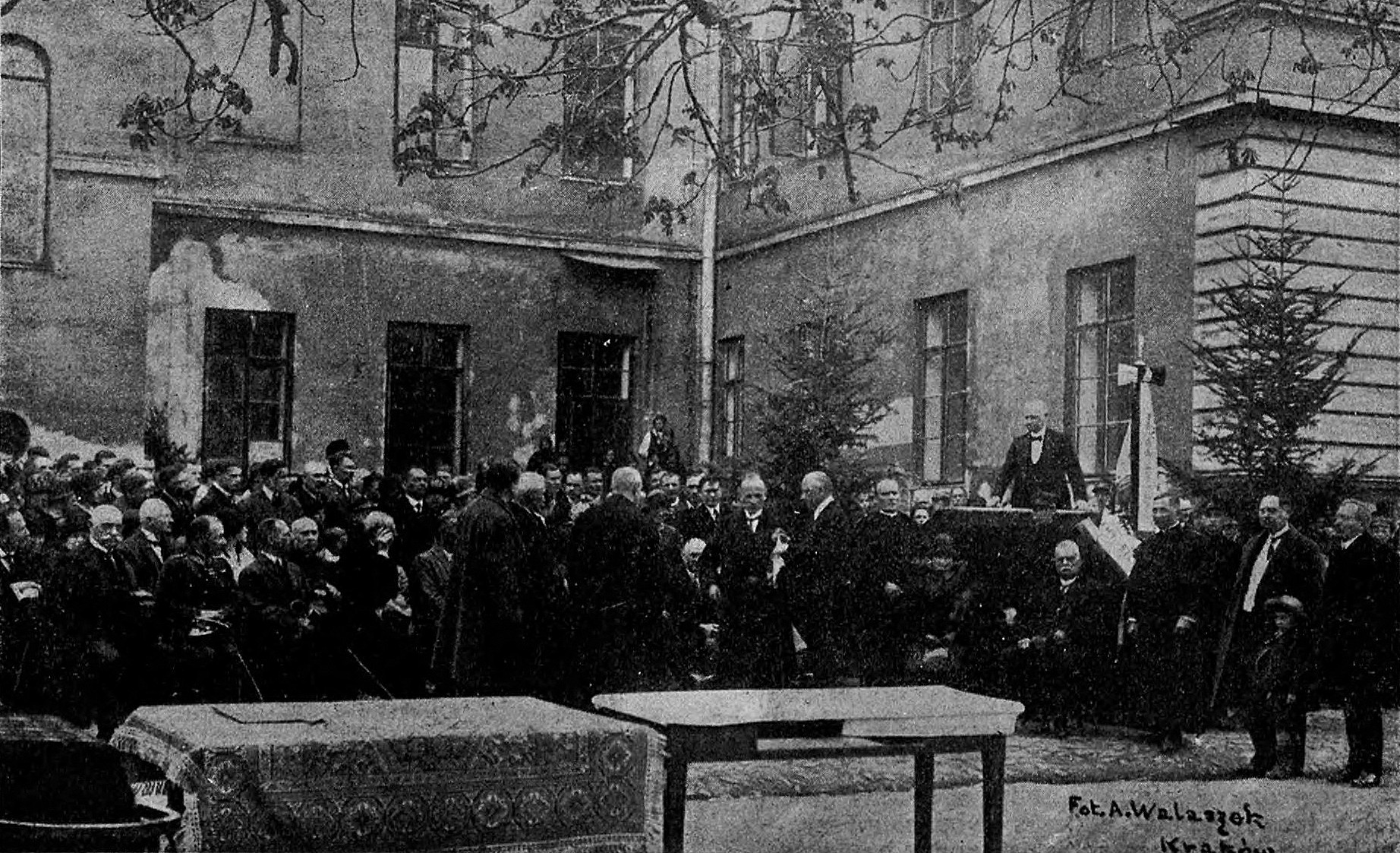
Poświęcenie sztandaru szkoły 26 kwietnia 1925. Przemawia dyrektor Franciszek Słuszkiewicz

I Liceum Ogólnokształcące im. Króla Kazimierza Wielkiego w Bochni – liceum ogólnokształcące z siedzibą w Bochni.

## Historia
Pierwotna szkoła została utworzona w 1817.
26 kwietnia 1925 odbyła się uroczystość poświęcenia sztandaru gimnazjalnego (uroczystość planowana na stulecie szkoły w 1917 nie doszła do skutku wskutek I wojny światowej).
Zarządzeniem Ministra Wyznań Religijnych i Oświecenia Publicznego z 1937 zostało utworzone „Państwowe Liceum i Gimnazjum im. Króla Kazimierza Wielkiego w Bochni” (państwowa szkoła średnia ogólnokształcąca, złożona z czteroletniego gimnazjum i dwuletniego liceum). Było to po wejściu w życie tzw. reformy jędrzejewiczowskiej i szkoła miała charakter koedukacyjny, a wydział liceum ogólnokształcącego był prowadzony w typie humanistycznym i matematycznym. Pod koniec lat 30. szkoła funkcjonowała pod adresem ulicy plac Brodzińskiego 1.
W 2000 przyjęto obowiązującą nazwę I Liceum Ogólnokształcącego im. Króla Kazimierza Wielkiego w Bochni.

## Budynek
Budynek stanowi neorenesansowy, dwupiętrowy obiekt, według projektu opracowanego przez Ministerstwo Oświecenia Publicznego w Wiedniu. W szczycie znajduje się Orzeł Biały i data budowy – rok 1886.

## Dyrektorzy
Dyrektorami byli ks. Pius Rieger (1817-1826), ks. Antoni Liszka (1826-1846), Wincenty Keidosch (1846-1851), ks. Józef Czajkowski (1851-1863), Franciszek Szynglarski (1863-1868), Teodor Biłous (1868-1888), Michał Żułkiewicz (1888-1905), Józef Kannenberg (1905–1906), Józef Kurowski (1906-1922), Franciszek Słuszkiewicz (1922-1933), Emil Język (1933-1938), Piotr Galas (1938), Zdzisław Wróbel (1947–1948), Stanisław Biernacki (1948-1950), Julian Bogowski (1950-1956), Stanisław Biernacki (1956–1959), Janina Sarna (1959−1960), Zofia Marzec, Józef Mirochna (1972), Jan Makurat (1982), Andrzej Dębiec (1987), Marek Całka (1991–2002), Jolanta Kruk (2002-).

## Nauczyciele
W szkole pracowali m.in.: Roman Vimpeller (1862-1863), Roman Jamrógiewicz (1901-1905), Sebastian Flizak (1906−1907), Stanisław Fischer (1908-1934), Henryk Trzpis, Stanisław Serwin, Józef Wnęk, Edmund Płomieński, Jan Kot (w 2003 jego imieniem nazwano salę gimnastyczną)

## Uczniowie i absolwenci
W nawiasach podano lata ukończenia szkoły zakończone uzyskaniem matury. Lista została stworzona m.in. na podstawie danych z oficjalnej witryny WWW szkoły i zestawień ofiar zbrodni katyńskiej, opublikowanych przez Radę Ochrony Pamięci Walk i Męczeństwa.

### Absolwenci
- Wiktor Arvay – nauczyciel (1894)
- kpt. Wiktor Bajer – oficer Wojska Polskiego, ofiara zbrodni katyńskiej (1914)
- Aleksander Błażejowski – pisarz, dziennikarz
- prof. Franciszek Bujak – historyk
- por. Jan Cichowski – oficer Wojska Polskiego, ofiara zbrodni katyńskiej (1929)
- Jędrzej Cierniak – działacz oświatowy, pedagog, organizator amatorskich teatrów ludowych
- gen. bryg. Józef Daniec
- mjr Marcin Dragan – oficer Wojska Polskiego (1902)
- płk dypl. Władysław Frączek – oficer Wojska Polskiego i Armii Krajowej, kawaler Orderu Virtuti Militari (1914)
- Karol Frycz – artysta malarz, scenograf, reżyser teatralny
- ppor. Kazimierz Gąsiorek – kierownik szkoły, oficer Wojska Polskiego, ofiara zbrodni katyńskiej
- prof. Roman Grodecki – historyk (1907)
- kpt. Bolesław Janicki – oficer Wojska Polskiego, ofiara zbrodni katyńskiej (1913)
- prof. Kazimierz Kaczmarczyk – historyk
- mjr Józef Kiczka – oficer Wojska Polskiego, ofiara zbrodni katyńskiej (1916)
- Władysław Kiernik – działacz ruchu ludowego, minister, poseł, adwokat (1897)
- płk Józef Koczwara – oficer Wojska Polskiego i Armii Krajowej, kawaler Orderu Virtuti Militari (1911)
- por. Jakub Lemek – oficer Wojska Polskiego (1913)
- ppłk Antoni Łukasiewicz – nauczyciel, oficer Wojska Polskiego, ofiara zbrodni katyńskiej (1900)
- Adam Konopnicki – nauczyciel (1896)
- ppor. Antoni Maksymowicz – oficer Wojska Polskiego, ofiara zbrodni katyńskiej
- ppor. Tadeusz Mączka – urzędnik, oficer Wojska Polskiego, ofiara zbrodni katyńskiej (1934)
- kpt. Tadeusz Mięsowicz – oficer Wojska Polskiego, ofiara zbrodni katyńskiej (1916)
- kmdr dr Leon Moszczeński – lekarz oficer Marynarki Wojennej Wojska Polskiego, ofiara zbrodni katyńskiej
- ppłk Tadeusz Moszczeński – oficer aptekarz Wojska Polskiego
- kpt. dr Tadeusz Nodzyński – lekarz laryngolog, oficer Wojska Polskiego, ofiara zbrodni katyńskiej (1916)
- ppor. Wiesław Nowotarski – działacz narodowy Związku Akademickiego Młodzież Wszechpolska, ofiara zbrodni katyńskiej (1928)
- prof. Jan Stanisław Olbrycht – lekarz, wykładowca uniwersytecki, specjalista medycyny sądowej (1904)
- prof. płk Stanisław Pachuta – geodeta
- Karol Paciorek – polski twórca internetowy, gwiazda telewizji oraz prezenter radia
- ppor. Marian Pawełek – urzędnik, oficer Wojska Polskiego, ofiara zbrodni katyńskiej (1933)
- Karol Piotrowicz – historyk
- prof. Ludwik Piotrowicz – historyk
- Jan Pomiankowski – urzędnik (1905)
- prof. Jan Ptaśnik – historyk
- kpt. Piotr Rerutko – oficer Wojska Polskiego
- Marcin Samlicki – artysta malarz
- ppłk dr Józef Seruga – historyk, archiwista, bibliotekarz, oficer Wojska Polskiego, ofiara zbrodni katyńskiej
- Bogusław Serwin – artysta plastyk
- Władysław Skoczylas – artysta malarz, plastyk, rzeźbiarz
- prof. Eugeniusz Słuszkiewicz – językoznawca, poliglota, multilingwinista, tłumacz, indoeuropeista, orientalista, indolog, armenista, specjalista sanskrytu
- ppłk Witold Sokołowski – oficer Wojska Polskiego (1902)
- ppłk Jan Szewczyk – oficer Wojska Polskiego
- gen. bryg. Marian Turkowski
- ppor. Jan Waligóra – oficer Wojska Polskiego, ofiara zbrodni katyńskiej (1929)
- Antoni Waśkowski – poeta, dramatopisarz, artysta malarz
- prof. Tadeusz Wilczyński – botanik
- ppor. Adam Wojtowicz – oficer Wojska Polskiego, ofiara zbrodni katyńskiej (1928)
- st. kap. Jan Leon Ziółkowski – duchowny rzymskokatolicki, starszy kapelan Wojska Polskiego, ofiara zbrodni katyńskiej (1909)

### Uczniowie
- por. dr Andrzej Bieniek
- gen. bryg. Tadeusz Cepak
- Ludwik Dujanowicz – kapitan Wojska Polskiego, kawaler Orderu Virtuti Militari
- gen. bryg. Franciszek Herman
- płk Feliks Jędrychowski – oficer Wojska Polskiego i Armii Krajowej, uczestnik czterech wojen, kawaler Orderu Virtuti Militari
- Jan Kądziela – oficer Wojska Polskiego
- Tadeusz Lelo – oficer Wojska Polskiego
- gen. bryg. Leopold Okulicki
- Józef Szerwiński vel Szewc, oficer Wojska Polskiego, kawaler Orderu Virtuti Militari
- Franciszek Włodek, podoficer Legionów Polskich, kawaler Orderu Virtuti Militari
- płk Władysław Ziętkiewicz – oficer Wojska Polskiego, taternik, działacz narciarski
- prof. Fryderyk Zoll – prawnik, poseł
- Jerzy Żuławski – filozof, pisarz, poeta i dramaturg

## Tablice
- Tablica pamiątkowa ku czci 5 profesorów i 127 uczniów poległych w czasie II wojny światowej, umieszczona w westybulu w 1962.
- Tablica pamiątkowa poświęcona Profesorom będącym nauczycielami szkoły w chwili wybuchu II wojny światowej i prowadzących potem tajne nauczanie, umieszczona w westybulu w 1997.
- Tablice pamiątkowe patronów klasopracowni szkolnych, ustanowione w 2002.